# Wilhelm II (hrabia Burgundii)
Wilhelm II (ur. ok. 1080, zm. w 1125) – hrabia Burgundii od 1097, z dynastii Anskarydów.

## Życiorys
Wilhelm był synem hrabiego Burgundii Renalda II i Reginy z Oltingen. Po wyjeździe ojca na I wyprawę krzyżową (podczas której zmarł) rządy w hrabstwie objął stryj Wilhelma, Stefan. Ten w 1101 także wyruszył na krucjatę i w kolejnym roku zmarł. Ok. 1107 Wilhelm poślubił Agnieszkę, córkę księcia Zähringen Bertolda II. Zmarł w tajemniczych okolicznościach, zabity przez nieznaną osobę. Piotr Czcigodny przekazał plotki o tym, jakoby śmierć Wilhelma spowodował diabeł, który ukarał go w ten sposób za nadużycia wobec klasztorów. Pozostawił po sobie syna Wilhelma III.